# 尼岑
尼岑是德国石勒苏益格－荷尔斯泰因州的一个市镇。总面积21.62平方公里，总人口1200人，其中男性609人，女性591人（2011年12月31日），人口密度56人/平方公里。